# Jonas Høgh-Christensen
Jonas Høgh-Christensen (Kopenhagen, 21 mei 1981) is een Deens zeiler. Høgh-Christensen nam driemaal deel aan de Olympische Zomerspelen en behaalde hierbij een zilveren medaille.

## Carrière
In 2004 kwalificeerde Høgh-Christensen zich een eerste keer voor de Olympische Spelen. In de finn-klasse eindigde hij op de 9e plaats. Hij werd in 2006 wereldkampioen in dezelfde klasse. Høgh-Christensen kon zich ook plaatsen voor de Olympische Spelen in 2008 waar hij dit keer goed was voor een zesde plaats. In 2009 won hij opnieuw de Finn Gold Cup, tevens het wereldkampioenschap in de finn-klasse. 
Tijdens de OS in Londen behaalde hij de zilveren medaille, achter Ben Ainslie, die voor de derde opeenvolgende keer Olympisch kampioen werd. 

## Palmares
Finn
- 2002: 89e WK (Finn Gold Cup)
- 2003: 4e WK
- 2004: 11e WK
- 2004: 9e OS
- 2005: 12e WK
- 2006:  WK
- 2007: 4e WK
- 2008:  WK
- 2008: 6e OS
- 2009:  WK
- 2010: 14e WK
- 2011: 4e WK
- 2012:    WK
- 2012:  OS
- 2014: 11e WK
- 2015: 18e WK